# Karnawad
Karnawad è una suddivisione dell'India, classificata come nagar panchayat, di 10.254 abitanti, situata nel distretto di Dewas, nello stato federato del Madhya Pradesh. In base al numero di abitanti la città rientra nella classe IV (da 10.000 a 19.999 persone).

## Geografia fisica
La città è situata a 22° 44' 35 N e 76° 14' 26 E.

## Società

### Evoluzione demografica
Al censimento del 2001 la popolazione di Karnawad assommava a 10.254 persone, delle quali 5.232 maschi e 5.022 femmine. I bambini di età inferiore o uguale ai sei anni assommavano a 1.882, dei quali 929 maschi e 953 femmine. Infine, coloro che erano in grado di saper almeno leggere e scrivere erano 4.221, dei quali 2.788 maschi e 1.433 femmine.